# 314163 Kittenberger
314163 Kittenberger è un asteroide della fascia principale. Scoperto nel 2005, presenta un'orbita caratterizzata da un semiasse maggiore pari a 2,3760584 UA e da un'eccentricità di 0,1671444, inclinata di 2,47044° rispetto all'eclittica.